# مضاد راصد لوحة مفاتيح
أداة تستعمل في في عالم الأمن السيبراني. تغطي جوانب أساسية حول برامج  المعروفة أيضا بمكافحة تسجيل الضغطات (Anti-keyloggers)، وهي نوع من البرامج المصممة خصيصًا للكشف عن برامج تسجيل ضغط المفاتيح. في كثير من الأحيان، سوف تتضمن هذه البرامج أيضا القدرة على حذف أو على الأقل شل برنامج مسجل ضغط المفاتيح المخفي على جهاز الكمبيوتر. بالمقارنة مع معظم برامج مكافحة الفيروسات أو برامج مكافحة التجسس، فإن الاختلاف الأساسي هو أن مضاد-كلوغر لا يميز بين برنامج تسجيل ضغط المفاتيح وبرنامج تسجيل المفاتيح غير الشرعي (مثل البرامج الضارة)؛ يتم تمييز كل برامج تسجيل ضغط المفاتيح وإزالتها اختياريًا، سواء كانت تبدو برامج تسجيل ضغط المفاتيح أو لا.

## استخدام تسجيل الضغطات (keyloggers)
في بعض الأحيان، يكون  تسجيل الضغطات  جزءًا من حزم البرامج الضارة التي تم تنزيلها على أجهزة الكمبيوتر دون علم المالكين. قد يكون اكتشاف وجود  تسجيل الضغطات على جهاز الكمبيوتر أمرًا صعبًا. وقد تم تطوير ما يسمى ببرامج مكافحة التشويش لإحباط أنظمة تشفير الملفات، وغالبا ما تكون فعالة عند استخدامها بشكل صحيح.
تستخدم كل من المنظمات الضخمة وكذلك الأفراد من أجل مكافحة التشويش من أجل مسح وإزالة (أو في بعض الحالات ببساطة شل) برامج تسجيل ضربات المفاتيح على جهاز الكمبيوتر. يُنصح عادةً لمطوري البرامج أن يتم تشغيل عمليات الفحص المضادة للميكروفون بشكل منتظم من أجل تقليل مقدار الوقت الذي قد يسجل فيه كلوغر ضغطات المفاتيح. على سبيل المثال، إذا تم فحص النظام مرة واحدة كل ثلاثة أيام، فهناك حد أقصى لمدة ثلاثة أيام فقط يمكن خلالها إخفاء كلوغر على النظام وتسجيل ضربات المفاتيح.

### المؤسسات المالية
أصبحت المؤسسات المالية هدفًا رئيسيًا،  لا سيما تلك المؤسسات التي لا تستخدم ميزات أمان متقدمة مثل لوحات PIN أو لوحات مفاتيح الشاشة. يتم استخدام ميزة مضاد  تسجيل الضغطات (Anti-keyloggers) لإجراء عمليات فحص منتظمة لأي جهاز كمبيوتر يتم من خلاله الوصول إلى المعلومات المصرفية أو معلومات العميل، وحماية كلمات المرور والمعلومات المصرفية وأرقام بطاقات الائتمان من لصوص الهوية.

### استخدام شخصي
الاستخدام الأكثر شيوعًا لـ مضاد  تسجيل الضغطات (Anti-keyloggers) هو من قبل الأفراد الراغبين في حماية خصوصيتهم أثناء استخدام الكمبيوتر الخاص بهم؛ يستخدم نطاق من حماية المعلومات المالية المستخدمة في الخدمات المصرفية عبر الإنترنت، أي كلمات المرور، والاتصال الشخصي، وتقريبا أي معلومات أخرى قد تكون مطبوعة في جهاز الكمبيوتر. غالبًا ما يتم تثبيت كلوغرس من قبل أشخاص يعرفهم مالك الكمبيوتر، وقد تم تثبيته عدة مرات من قبل شريك سابق على أمل التجسس على أنشطة شريكه السابق، وخاصة الدردشة.

## أنواع تسجيل الضغطات

### التوقيع القائم
يحتوي هذا النوع من البرامج على قاعدة توقيع، وهي عبارة عن معلومات إستراتيجية تساعد في تعريف تسجيل الضغطات (keyloggers) بشكل فريد، وتحتوي القائمة على أكبر عدد ممكن من متدربي ملفات الصوت المعروفين. يقوم بعض البائعين ببذل بعض الجهد أو توفر قائمة محدثة للتنزيل من قبل العملاء. في كل مرة يتم فيها تشغيل «فحص النظام»، يقارن هذا البرنامج محتويات محرك الأقراص الثابتة، عنصرًا حسب العنصر، ضد القائمة، بحثًا عن أي مطابقات.
هذا النوع من البرامج هو برنامج واسع الانتشار، ولكن له عيوبه الخاصة. إن العائق الأكبر في مكافحة التشويش المبني على التوقيع هو أنه لا يمكن حماية المرء إلا من تسجيل الضغطات (keyloggers) الموجودة في قائمة التوقيع الأساسي، وبالتالي البقاء عرضة للمجهول أو غير المعترف بها  تسجيل الضغطات . يمكن لأحد المجرمين تنزيل أحد العديد من مشاركي المفاتيح المشهورين، وتغييره بما فيه الكفاية، ولن يتعرف عليه معارضو كلوغر.

### تحليل الكشف عن مجريات الأمور
هذا البرنامج لا يستخدم قواعد التوقيع، فإنه يستخدم قائمة مرجعية من الميزات المعروفة، والسمات، والطرق التي يتم استخدام تسجيل الضغطات (keyloggers) معروفة.
يقوم بتحليل أساليب عمل جميع الوحدات في جهاز الكمبيوتر، وبالتالي يحجب نشاط أي وحدة مشابهة لعمل تسجيل الضغطات (keyloggers) . على الرغم من أن هذه الطريقة توفر حماية أفضل من الحماية من التوقيع على التوقيع، فإن لها عيوبها الخاصة. واحد منهم هو أن هذا النوع من البرامج يحجب أيضا غير  تسجيل الضغطات. تستخدم العديد من وحدات البرامج «غير الضارة»، إما جزءًا من نظام التشغيل أو جزءًا من التطبيقات المشروعة، العمليات التي يستخدمها مُشغلو تسجيل الضغطات (keyloggers) أيضًا، والتي يمكن أن تؤدي إلى نتائج إيجابية خاطئة. عادة ما يكون لدى جميع مشغلي  تسجيل الضغطات الذين لا يعتمدون على التوقيع الخيار للسماح للمستخدم بإلغاء حظر الوحدات المختارة، ولكن هذا يمكن أن يسبب صعوبات للمستخدمين غير القادرين الذين لا يستطيعون تمييز وحدات جيدة من الوحدات السيئة عند اختيار حظر أو إلغاء الحظر.

## الجانب القانوني والأخلاقي
- الولايات المتحدة: لا يوجد قانون اتحادي شامل يحظر استخدام Keyloggers، ولكن هناك قوانين ولاية تحظر استخدامها في بعض الحالات، مثل التجسس على الموظفين دون موافقتهم.[4]
- الاتحاد الأوروبي: يعتبر الاتحاد الأوروبي من أكثر المناطق تشديداً على حماية البيانات الشخصية، وتنص لوائح حماية البيانات العامة (GDPR) على قيود صارمة على جمع واستخدام البيانات الشخصية، بما في ذلك البيانات التي يتم جمعها باستخدام Keyloggers.
- دول أخرى: تختلف القوانين في الدول الأخرى بشكل كبير، فبعض الدول تحظر استخدام Keyloggers بشكل كامل، بينما تسمح دول أخرى باستخدامه بشروط معينة.